# 懷俄明縣 (紐約州)
懷俄明縣（英語：Wyoming County）是美國紐約州西部的一個縣。面積1,544平方公里。根據美國2000年人口普查，共有人口43,424。縣治沃索村。
成立於1841年。縣名來自萊納佩語，意思是「平原寬廣」。